# Muzsikás
Muzsikás je maďarská hudební skupina hrající především folklórní hudbu maďarského původu a dalších regionálních etnik. Příležitostně hraje také hudbu klasickou, zejména skladby Bély Bartóka, který byl sám sběratelem lidové hudby. Skupina byla založena v roce 1973, nahrála množství alb a od roku 1978 pravidelně koncertuje po celém světě.
Vysoce ceněná jsou alba, na nichž kapela spolupracovala se zpěvačkou Mártou Sebestyénovou. Píseň Szerelem, Szerelem se například objevila ve filmu Anglický pacient, další tři písně se objevily ve filmu Vzpomínky jako kapky deště z produkce japonského Studia Ghibli.

## Členové skupiny
Jádro skupiny tvoří:
- Mihály Sipos – housle, citera

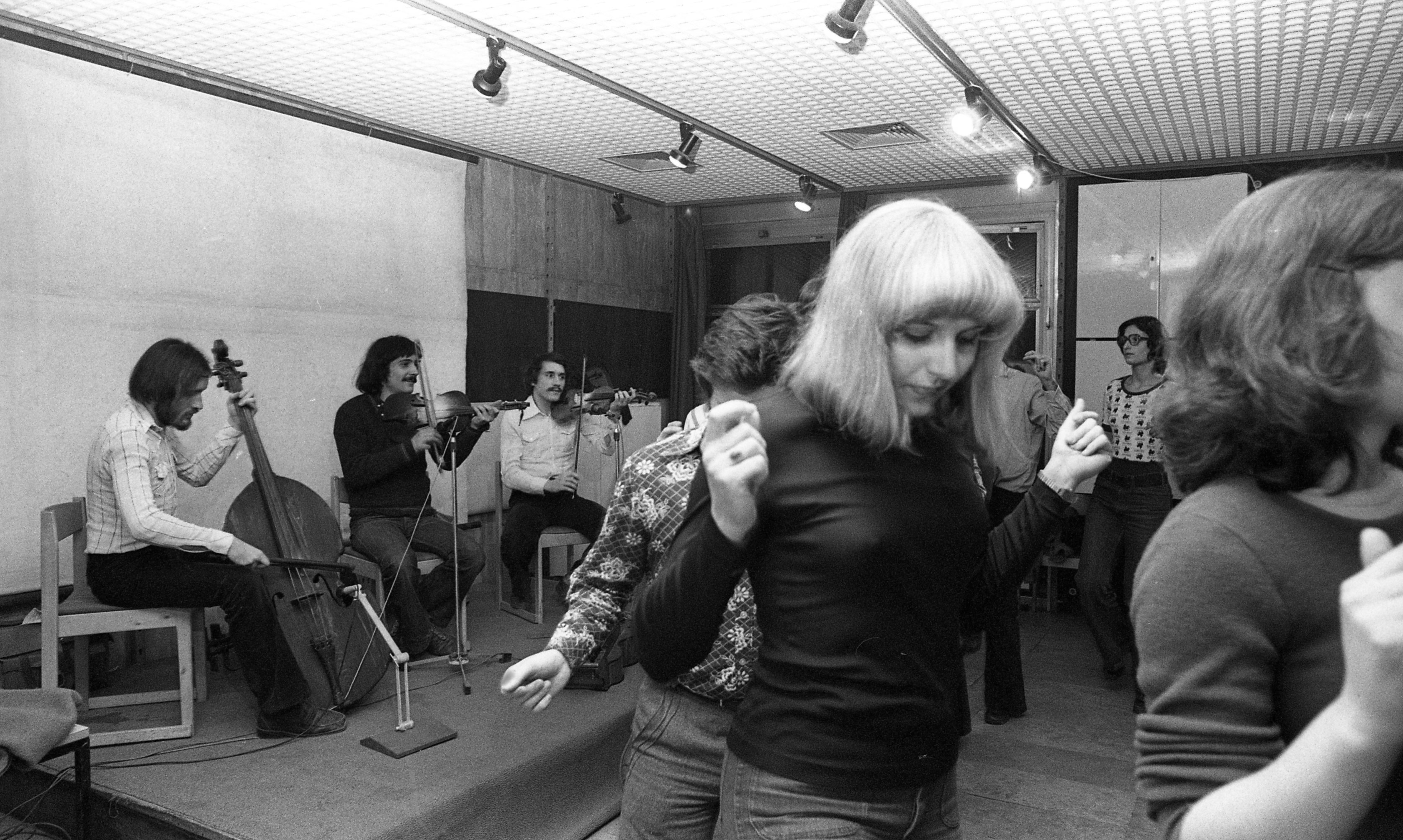
Muzsikás v roce 1978

- László Porteleki – housle, koboz, zpěv
- Péter Éri – viola, mandolína, flétna, dlouhá flétna
- Dániel Hamar – kontrabas, ütőgardon, perkuse

Stálými hosty jsou:
- Márta Sebestyénová – zpěv, flétna, koncová píšťala
- Zoltán Farkas – choreografie, tanec, perkuse
- Ildikó Tóthová – choreografie, tanec

## Diskografie
- 1978: Élő Népzene I.
- 1980: Kettő (Hungarian Folk Music)
- 1986: Nem Arról Hajnallik, Amerről Hajnallott...
- 1989: Ősz Az Idő
- 1992: Szól A Kakas Már – Magyar Zsidó Népzene / Hungarian Jewish Folk Music
- 1996: Hazafelé
- 1997: Morning Star
- 1998: Bartók Album
- 2003: A Zeneakadémián[2]